# Sangerindens Diamanter
Sangerindens Diamanter er en dansk stumfilm fra 1910 produceret af Nordisk Films Kompagni og instrueret af Viggo Larsen, der også skrev filmens manuskript. Filmen er en del af den filmserie om Sherlock Holmes, som Viggo Larsen instruerede.
Filmen blev i tysktalende lande vist som Die Diamanten der Sängerin og i engelsktalende lande som The Theft of the Diamonds.
Filmen havde dansk premiere den 20. januar 1910 i Kinografen på Frederiksberggade i København.

## Handling
John Baxter har i en ung alder arvet en betydelig formue af sine forældre, og han blot har spillet op. Han prøver forgæves at skaffe penge hos sin onkel, der imidlertid ikke vil give eller låne penge til sin dovne nevø. Han opfordrer ham i stedet til at få et arbejde, og viser John det diamantsmykke som han har tænkt sig at forære varietestjernen Daisy Morton senere samme aften. John prøver forgæves at tage smykket fra onklen, men vises bort. I stedet forsøger John senere at stjæle smykket fra Daisy Morten i varietéen. Det lykkes ikke, og John tager senere til hendes hjem, hvor han overfalder hende. Hun har dog forinden nået at ringe til Sherlock Holmes, der iler hende til hjælp. En vild jagt indledes over tagene, og til sidst bliver John fanget.

## Medvirkende
- Viggo Larsen som Sherlock Holmes
- Rigmor Jerichau
- Lauritz Olsen
- Ellen Diedrich